# Gheorghe Băgulescu
Gheorghe Băgulescu (n. 1 noiembrie 1886, Flămânda, Constanța, România – d. 26 noiembrie 1963, Nisa, Franța)  a fost un general român, scriitor și colecționar de artă.

## Biografie
A fost decorat cu Ordinul „Mihai Viteazul”, clasa III, pentru modul cum și-a condus compania din Regimentul 1 Vânători în Bătălia de la Oituz, din anul 1917.
„Pentru vitejia și avântul cu care a comandat compania în ziua de 29 iulie la cucerirea cotei 408, sud Grozești, menținând-o împotriva tuturor contraatacurilor. La 3 august a atacat viguros un detașament inamic care amenința retragerea, restabilind situația critică.”
Înalt Decret no. 131 din 25 ianuarie 1918:p. 122
În 1926 s-a căsătorit la București cu Elena Dimitriu, de naționalitate franceză.
A fost numit atașat militar al Regatului României în Imperiul Japonez  (1935-1939) și ambasador al României în Japonia, Manchuko și China (1941-1945).
A fost înaintat la gradul de general de brigadă în trupele de munte pe 14 septembrie 1940 „ca un exemplu al îndeplinirii datoriei și tăriei de caracter”. La 28 februarie 1941 a fost numit trimis extraordinar și ministru plenipotențiar la Tokio.
Recuperat de americani în 1946, emigrează mai târziu în sudul Franței, de unde va sprijini material CNR și pe generalul Nicolae Rădescu.
A fost un opozant al lui Alexandru Marghiloman. În urma publicării textului tratatului de pace semnat la încheierea Primului Război Mondial, "în numele conștiinței națonale", Băgulescu a lipit pe zidurile Iașilor un manifest violent la adresa lui Marghiloman și a "presei mercenare, puse în slujba inamicului", în care îl amența pe Marghiloman că "trebuie să existe pe undeva un suflet curat, un revolver încărcat sau o grenadă". A fost dat în judecată și achitat. A refuzat propunerea venită de la Carol al II-lea al României și de la  Ion Antonescu, de a prelua portofoliul Ministerului de Interne. Se spune chiar că Băgulescu a fost contactat înaintea lui Antonescu pentru a prelua șefia statului, după abdicarea regelui în 1940.
În 1943, la ordinul lui Hitler, s-a organizat de către Gestapo un atentat la viața lui Gheorghe Băgulescu. Scăpat cu viață, a fost ajutat de diplomați elvețieni și a reușit să fugă în S.U.A., de unde a plecat în Franța și s-a stabilit la Nisa, pe Coasta de Azur. În 1950 l-a cunoscut pe primarul localității Menton și a lăsat colecția sa de artă orientală acestei localități, La Muzeul Carnoles des Beaux-Arts din Menton, se află la ora actuală 683 de stampe și 56 de kakemono-uri. În semn de recunoștință, a primit titlul de „Cetățean de onoare al orașului Nisa”.
Colonelului Gheorghe Băgulescu, atașat militar al României în Japonia, i-a fost decernat de către împăratul Japoniei Ordinul „Tezaurul Sacru” clasa a III-a în anul 1939, după apariția cărții Suflet japonez.
În 1973, Ministerul Culturii din România a achiziționat pentru Muzeul Național de Artă al României o bogată colecție de artă chino-japoneză, care făcea parte din succesiunea generalului Gheorghe Băgulescu.
A fost membru al Societății Scriitorilor Români.

## Distincții
- Marele premiu pentru literatură (Grand Prix de Littérature) pentru trilogia Yamato Damashii[3]
- Membru al Academiei de litere și Arte (Académie des Lettres et des Arts) din Paris[3]
- Decorat cu Legiunea de onoare[3]
- Ordinul „Mihai Viteazul”, clasa III, 25 ianuarie 1918[4]:p. 122

## Scrieri proprii
- Rânduri de la Frontieră - Locotenent G.Băgulescu, Tipografia Georgescu, Craiova Str. Știrbei-Voda nr.35
- Zile de Energie . Impresii și povestiri de pe front 1916-1917. (Ed.II-a. Căpitanul G. Băgulescu Regimentul "Vânători de munte".) Institutul de arte grafice C.Sfetea. București - 1919.[11]
- Zile Triste, cu prefață de autor, Capitanul G: Băgulescu, cu o scrisoare de Nicolae Iorga, Editura Tipografiei "Lupta", N. Stroilă, Calea Victoriei 113, 1919
- Antiquitas rediviva (roman istoric), Craiova, 1926
- Suflet japonez, roman în trei volume, carte scrisă de Băgulescu în Japonia, în perioada cât era atașat militar, la Tokyo, la sfârșitul anilor ‘30.[12][13] Cartea a apărut inițial în limbile franceză și engleză, sub titlul Yamato Damashii, fiind apoi tradusă în română (1939) și în japoneză (1943).[14] Trilogia este bazată pe legenda celor patruzeci și șapte de ronini.[15]
- „Noua religie”, în două volume, cu conținut filosofic și religios panteist, pe care a scris-o în anul 1942 și a tipărit-o apoi la Paris, 5 ani mai târziu în 1947, Ediția Vitiano.
- Race de vipères; la vérité devant Dieu et devant les hommes,  Éditions M.B., Paris 1950

## Scrieri despre el
- Mihai Epure; Aproape de Soare Răsare, Editura Cartega, 2002 [16],[7]
- Mihai Epure: Dor de Sakura, Editura Cartega, 2006[7]

## Legături externe
- Un proiect bucureștean nerealizat: Muzeul chino-japonez, 3 februarie 2013, Oana Marinache, Adevărul
- Generalul GHEORGHE BĂGULESCU: In memoriam – 40 de ani de la trecerea sa în neființă[nefuncțională]
- Gheorghe Băgulescu un mare român cu…suflet japonez

| Portal România în Primul Război Mondial |                                         |
| Portal icon                             | Portal România în Primul Război Mondial |